# Ahwar
Ahwar (arabiska أحور) är en stad belägen i provinsen al-Bayda i södra Jemen. Detta var tidigare huvudstaden i Södra Aulaqi.